# ناحية السعن
ناحية السعن إحدى نواحي سوريا تتبع إداريّاً لمحافظة حماة منطقة السلمية ومركزها بلدة السعن، بلغ تعداد سكان الناحية 14,366 نسمة حسب التعداد السكاني لعام 2004.

## بلدات وقرى ناحية السعن
سلام غربي، أبو حريق، أبو الغز، أبو الكسور، عمية، عنيق باجرة، أسرية، السعن، بغيديد، هرط شرقي الهرط الغربي، علية، حسو العلباوي، الجاكوسية، جب خسارة، مويلح، عوجة (كباسين العرب)، الرهجان، رسم أمون، سرحة، الشيخ هلال، أم ميال، الصواية، رسم الأحمر (أبو حواديد)، مريقب.